# Samoa en la Copa Mundial de Rugby de 2019
La Selección de rugby de Samoa fue uno de los 20 participantes de la Copa Mundial de Rugby de 2019 que se realizó en Japón.
Fue la octava participación de los Manu Samoa en la Copa Mundial de Rugby.

## Plantel
El 31 de agosto, Samoa anunció el nombre de los 31 jugadores para jugar la Copa Mundial de Rugby de 2019.
El 10 de septiembre, Pele Cowley fue llamado como reemplazo para Scott Malolua después de que se dislocara el hombro.
- Entrenador jefe:  Steve Jackson
- Entrenador de tres cuartos: Chris Latham
- Entrenador de delanteros: Ben Afeaki

| Posición       | Nombre             | Fecha de nacimiento      | Caps | Club                       |
| -------------- | ------------------ | ------------------------ | ---- | -------------------------- |
| hooker         | Seilalala Lam      | 18 de febrero de 1989    | 12   | Perpignan                  |
| hooker         | Motu Matu'u        | 30 de abril de 1987      | 21   | London Irish               |
| hooker         | Ray Niuia          | 14 de octubre de 1991    | 4    | Highlanders                |
| pilier         | Michael Alaalatoa  | 28 de agosto de 1991     | 1    | Crusaders                  |
| pilier         | Paul Alo-Emile     | 22 de diciembre de 1991  | 13   | Stade Français             |
| pilier         | James Lay          | 16 de diciembre de 1993  | 10   | Bristol                    |
| pilier         | Jordan Lay         | 5 de noviembre de 1992   | 16   | Bristol                    |
| pilier         | Logovi'i Mulipola  | 11 de marzo de 1987      | 30   | Newcastle Falcons          |
| segunda línea  | Kane Le'aupepe     | 3 de diciembre de 1992   | 6    | Hurricanes                 |
| segunda línea  | Filo Paulo         | 6 de noviembre de 1987   | 34   | sin equipo                 |
| segunda línea  | Senio Toleafoa     | 26 de agosto de 1992     | 2    | Nevers                     |
| segunda línea  | Josh Tyrell        | 16 de octubre de 1990    | 7    | Oyonnax                    |
| ala            | Afa Amosa          | 11 de octubre de 1990    | 3    | Bordeaux-Bègles            |
| ala            | Piula Fa'asalele   | 22 de enero de 1988      | 18   | Perpignan                  |
| ala            | TJ Ioane           | 9 de mayo de 1989        | 21   | London Irish               |
| ala            | Jack Lam (c.)      | 18 de noviembre de 1987  | 35   | sin equipo                 |
| ala            | Chris Vui          | 11 de febrero de 1993    | 14   | Bristol                    |
| medio scrum    | Pele Cowley        | 16 de abril de 1993      | 12   | Ponsonby                   |
| medio scrum    | Melani Matavao     | 19 de noviembre de 1995  | 9    | Aana Chiefs                |
| medio scrum    | Dwayne Polataivao  | 30 de julio de 1990      | 12   | sin equipo                 |
| medio apertura | AJ Alatimu         | 25 de marzo de 1993      | 5    | Western Force              |
| medio apertura | Tusi Pisi          | 18 de junio de 1982      | 38   | Toyota Industries Shuttles |
| medio apertura | UJ Seuteni         | 9 de diciembre de 1993   | 2    | Bordeaux-Bègles            |
| centro         | Kieron Fonotia     | 2 de febrero de 1988     | 9    | Scarlets                   |
| centro         | Rey Lee-Lo         | 20 de febrero de 1987    | 25   | Cardiff Blues              |
| centro         | Henry Taefu        | 2 de abril de 1993       | 3    | Western Force              |
| wing           | Ed Fidow           | 11 de septiembre de 1993 | 8    | Worcester Warriors         |
| wing           | Alapati Leiua      | 21 de septiembre de 1988 | 27   | Bristol                    |
| wing           | Belgium Tuatagaloa | 19 de septiembre de 1989 | 3    | sin equipo                 |
| zaguero        | Tim Nanai-Williams | 12 de junio de 1989      | 12   | Clermont Auvergne          |
| zaguero        | Ahsee Tuala        | 23 de agosto de 1989     | 20   | Northampton Saints         |

## Partidos de preparación
- Samoa participó en la Pacific Nations Cup 2019 como preparación al torneo.

| 31 de agosto de 2019 | New Zealand Heartland XV | 19 - 36 | Samoa |  |  |

| 7 de septiembre de 2019 | Australia | 34 - 15 | Samoa |  |  |

## Participación

### Grupo A
| Posición | Selección | Partidos | Partidos | Partidos  | Partidos | Tries a favor | Tantos  | Tantos    | Tantos     | Puntos extra | Puntos |
| Posición | Selección | Jugados  | Ganados  | Empatados | Perdidos | Tries a favor | a favor | en contra | Diferencia | Puntos extra | Puntos |
| -------- | --------- | -------- | -------- | --------- | -------- | ------------- | ------- | --------- | ---------- | ------------ | ------ |
| 1        | Japón     | 4        | 4        | 0         | 0        | 13            | 115     | 62        | +53        | 3            | 19     |
| 2        | Irlanda   | 4        | 3        | 0         | 1        | 18            | 121     | 27        | +94        | 4            | 16     |
| 3        | Escocia   | 4        | 2        | 0         | 2        | 16            | 119     | 55        | +64        | 3            | 11     |
| 4        | Samoa     | 4        | 1        | 0         | 3        | 8             | 58      | 128       | –70        | 1            | 5      |
| 5        | Rusia     | 4        | 0        | 0         | 4        | 1             | 19      | 160       | –141       | 0            | 0      |

#### Partidos
| 24 de septiembre de 2019, 19:15                    | Rusia                                                                                                  | 9 – 34  | Samoa | Kumagaya Rugby Stadium, Kumagaya | |
|                                                    | Penales: · (2/2) Kushnarev 18', 25' · Drop: · (1/1) Kushnarev 47' · Tarjeta: · Gotovtsev 46' hasta 56' | Reporte | Tries: · 15', 79' Leiua · 44' Amosa · 48', 52' Fidow · 62' Lee-Lo · Conversiones: · 49', 53' Pisi (2/5) · Alatimu (0/1) · Tarjetas: · 28' hasta 38' Lee-Lo · 30' hasta 40' Matu'u | Asistencia: 22 564 espectadores Árbitro(s): Romain Poite Jueces de touch: Jérôme Garcès Brendon Pickerill Television Match Official: Graham Hughes | Asistencia: 22 564 espectadores Árbitro(s): Romain Poite Jueces de touch: Jérôme Garcès Brendon Pickerill Television Match Official: Graham Hughes |
| Fue el primer enfrentamiento entre ambas naciones. | |         | | | |

| 30 de septiembre de 2019, 19:15 | Escocia | 34 – 0  | Samoa                        | Kobe Misaki Stadium, Kōbe | |
| | Tries: Maitland 29' Laidlaw 33' Try penal 56', 74' Conversiones: (2/2) Laidlaw 30', 35' Penal: (1/1) Laidlaw 8' Drop: (1/1) Hogg 37' | Reporte | Tarjeta: · 56', 74' Ed Fidow | Asistencia: 27 586 espectadores Árbitro(s): Pascal Gaüzère Jueces de touch: Nigel Owens Federico Anselmi Television Match Official: Graham Hughes | Asistencia: 27 586 espectadores Árbitro(s): Pascal Gaüzère Jueces de touch: Nigel Owens Federico Anselmi Television Match Official: Graham Hughes |
| Esta es la primera vez desde que venció a Italia 29-0 en 2017 que Escocia mantuvo a sus rivales sin puntos, y la primera vez que lo hace contra Samoa. La última vez que lo hicieron en una Copa Mundial de Rugby fue en 2007, cuando vencieron a Rumania 42-0. Esta es la primera vez que Samoa no logra anotar ningún punto en un partido de la Copa Mundial de Rugby. | |         |                              | | |

| 5 de octubre de 2019, 19:30 | Japón | 38 – 19 | Samoa                                                                                  | City of Toyota Stadium, Toyota                                                                                   | |
|                             | Tries: Lafaele 28' Himeno 53' Fukuoka 76' Matsushima 80+5' Conversiones: (3/4) Tamura 29', 55', 80+7' Penales: (4/5) Tamura 3', 8', 24', 51' | Reporte | Tries: 73' Taefu Conversiones: 74' Taefu (1/1) Penales: 10', 15', 34', 45' Taefu (4/5) | Árbitro(s): Jaco Peyper Jueces de touch: Angus Gardner Federico Anselmi Television Match Official: Graham Hughes | Árbitro(s): Jaco Peyper Jueces de touch: Angus Gardner Federico Anselmi Television Match Official: Graham Hughes |

| 12 de octubre de 2019, 19:45 | Irlanda | 47 – 5  | Samoa          | Fukuoka Hakatanomori Stadium, Fukuoka                                                                       | |
|                              | Tries: Best 4' Furlong 10' Sexton 21', 39' Larmour 48' Stander 65' Conway 70' Conversiones: (4/5) Sexton 5', 11', 23', 50' (2/2) Carbery 67', 72' | Reporte | Try: 26' J Lam | Árbitro(s): Nic Berry Jueces de touch: Romain Poite Brendon Pickerill Television Match Official: Rowan Kitt | Árbitro(s): Nic Berry Jueces de touch: Romain Poite Brendon Pickerill Television Match Official: Rowan Kitt |